# Minh Chuẩn
Minh Chuẩn là một xã thuộc huyện Lục Yên, tỉnh Yên Bái, Việt Nam.
Xã Minh Chuẩn có diện tích 28,92 km², dân số năm 2019 là 2.458 người, mật độ dân số đạt 85 người/km².